# Municipio de Riverdale (Minnesota)
El municipio de Riverdale (en inglés: Riverdale Township) es un municipio ubicado en el condado de Watonwan en el estado estadounidense de Minnesota. En el año 2010 tenía una población de 294 habitantes y una densidad poblacional de 2,92 personas por km².

## Geografía
El municipio de Riverdale se encuentra ubicado en las coordenadas 44°3′52″N 94°33′28″O / 44.06444, -94.55778. Según la Oficina del Censo de los Estados Unidos, el municipio tiene una superficie total de 100.65 km², de la cual 100,6 km² corresponden a tierra firme y (0,05 %) 0,05 km² es agua.

## Demografía
Según el censo de 2010, había 294 personas residiendo en el municipio de Riverdale. La densidad de población era de 2,92 hab./km². De los 294 habitantes, el municipio de Riverdale estaba compuesto por el 97,62 % blancos, el 0,34 % eran afroamericanos, el 0,68 % eran asiáticos, el 1,02 % eran de otras razas y el 0,34 % eran de una mezcla de razas. Del total de la población el 3,74 % eran hispanos o latinos de cualquier raza.